# Le Lion et le Moucheron
Le Lion et le Moucheron est la neuvième fable du livre II de Jean de La Fontaine situé dans le premier recueil des Fables de La Fontaine, édité pour la première fois en 1668. 

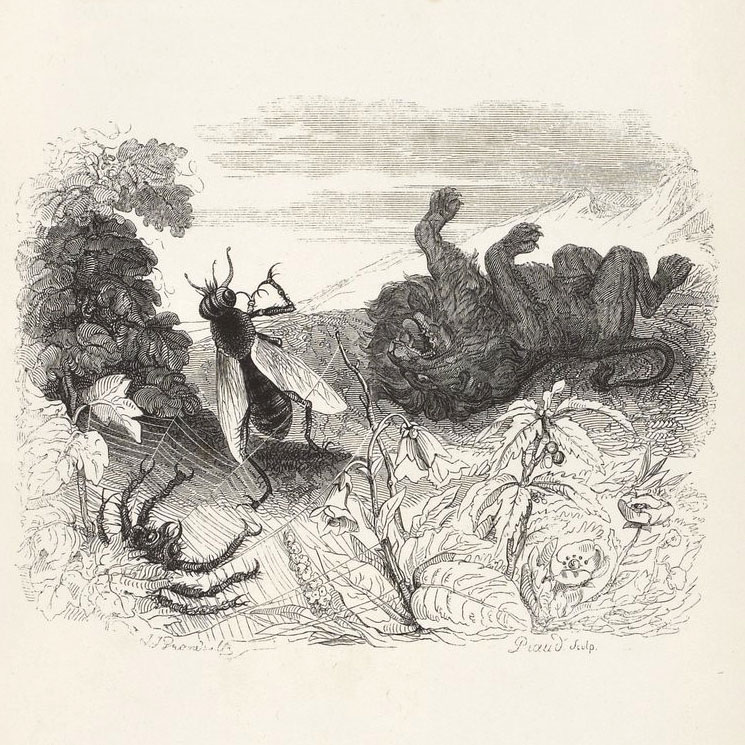
Illustration de Grandville (1838-1840)

## Iconographie
- Le Lion et le Moucheron, gravure de Charles de Lalaisse d'après Jean-Michel Moreau pour les Fables de La Fontaine, Furne, Jouvet et Cie, 1875 (visualiser en ligne).

## Texte
LE LION ET LE MOUCHERON
[Ésope]

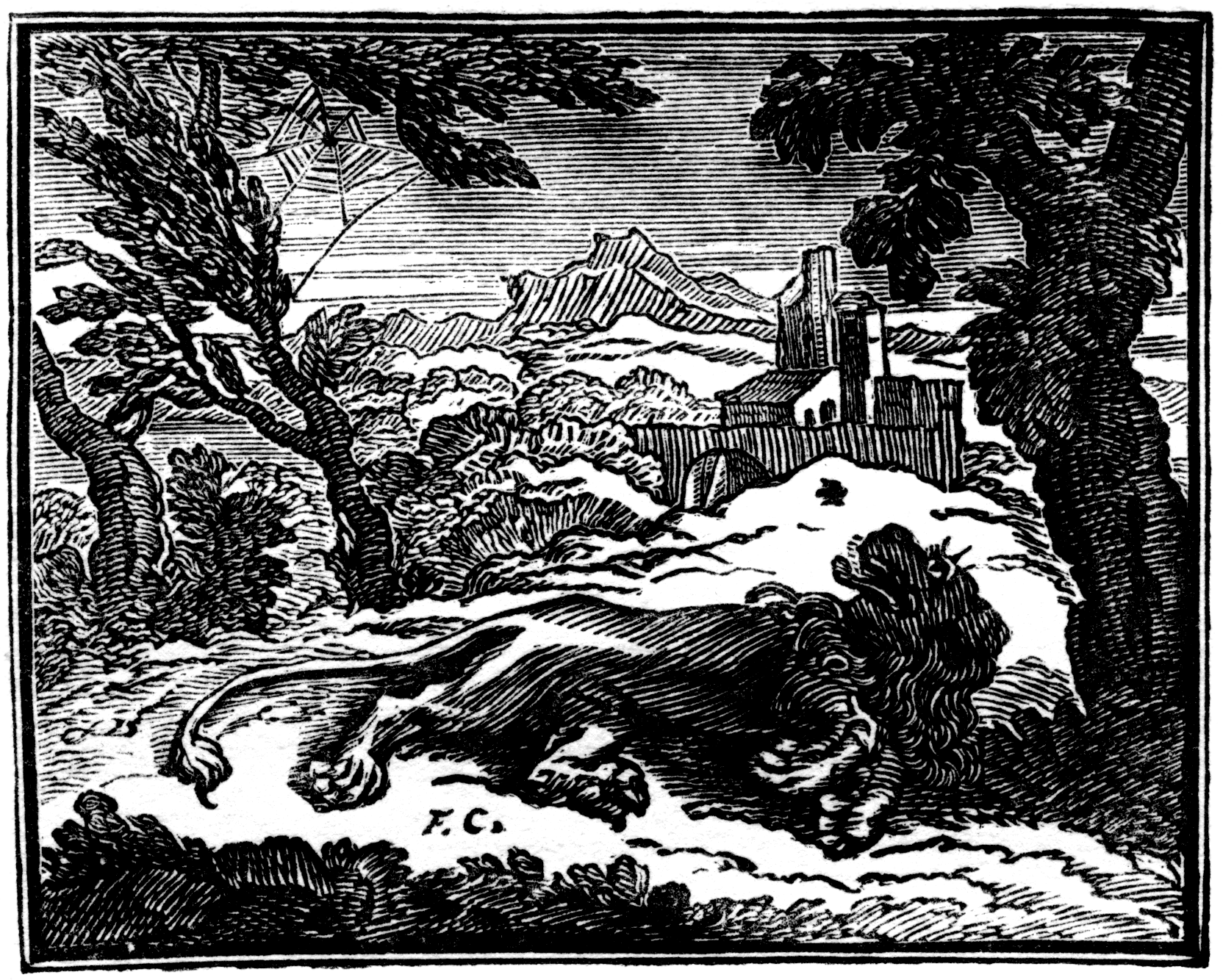
Illustration de François Chauveau (1613-1676)

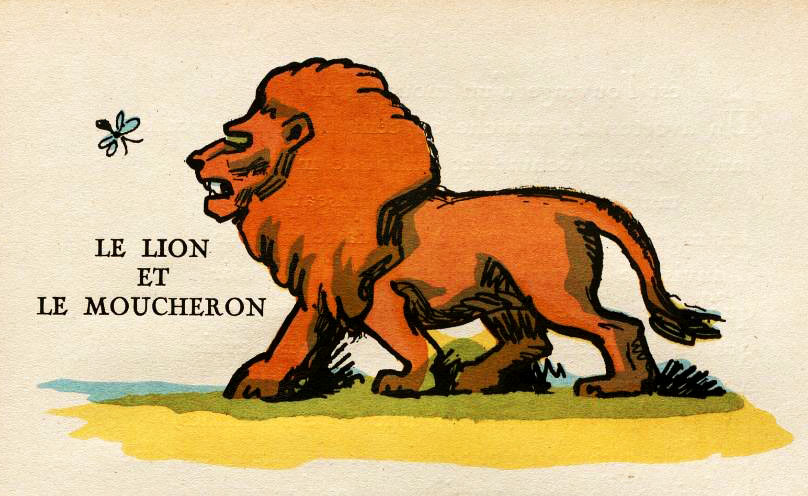
Illustration de André Hellé (1946)

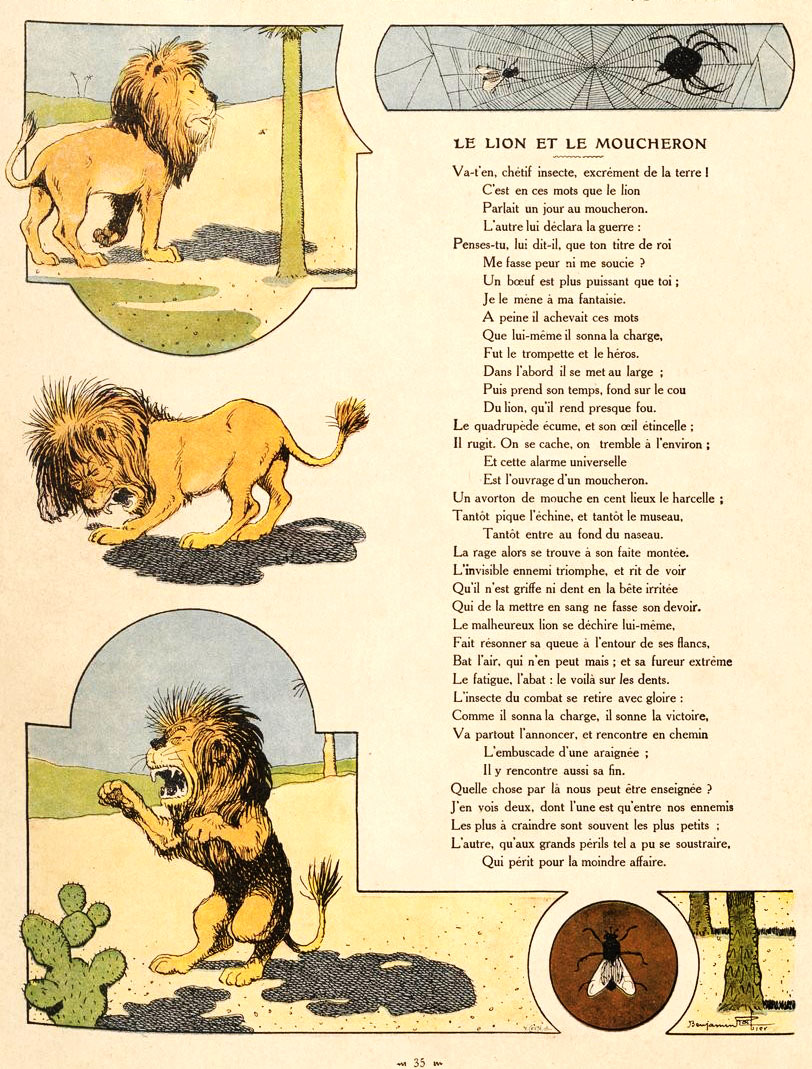
Illustration de Benjamin Rabier (1906)

" Va-t-en, chétif Insecte, excrément de la terre ! "
           C'est en ces mots que le Lion
            Parlait un jour au Moucheron.
            L'autre lui déclara la guerre.
" Penses-tu, lui dit-il, que ton titre de roi
            Me fasse peur ni me soucie ?
            Un bœuf est plus puissant que toi,
            Je le mène à ma fantaisie. "
            À peine il achevait ces mots
            Que lui-même il sonna la charge,
            Fut le trompette et le héros.
            Dans l'abord il se met au large,
            Puis prend son temps, fond sur le cou
            Du Lion, qu'il rend presque fou.
Le Quadrupède écume, et son œil étincelle ;
Il rugit, on se cache, on tremble à l'environ ;
            Et cette alarme universelle
            Est l'ouvrage d'un Moucheron.
Un avorton de Mouche en cent lieux le harcèle :
Tantôt pique l'échine, et tantôt le museau,
            Tantôt entre au fond du naseau.
La rage alors se trouve à son faîte montée.
L'invisible ennemi triomphe, et rit de voir
Qu'il n'est griffe ni dent en la bête irritée
Qui de la mettre en sang ne fasse son devoir.
Le malheureux Lion se déchire lui-même,
Fait résonner sa queue à l'entour de ses flancs,
Bat l'air qui n'en peut mais ; et sa fureur extrême
Le fatigue, l'abat : le voilà sur les dents .
L'Insecte du combat se retire avec gloire :
Comme il sonna la charge, il sonne la victoire,
Va partout l'annoncer, et rencontre en chemin
            L'embuscade d'une araignée :
            Il y rencontre aussi sa fin.
Quelle chose par là nous peut être enseignée ?
J'en vois deux, dont l'une est qu'entre nos ennemis
Les plus à craindre sont souvent les plus petits ;
L'autre, qu'aux grands périls tel a pu se soustraire,
            Qui périt pour la moindre affaire.